# 多力多滋
多力多滋（英語：Doritos，发音为/dəˈriːtoʊz/)）是一種調味墨西哥玉米片，由亞契·魏斯特（Arch West）發明，1964年菲多利公司（百事的子公司）創立這個品牌，銷售於全球各個國家，並推出了多種口味。多力多滋的主要成分為玉米、玉米油及香料。

## 歷史
1961年，亞契·魏斯特在美國聖地牙哥吃到一種西班牙炸玉米餅後，引發他的興趣，開始研發。1964年成立公司，開始銷售這種玉米片。

## 外部連結
- 百事美國（英文）